# Lixing-lès-Saint-Avold
Lixing-lès-Saint-Avold – miejscowość i gmina we Francji, w regionie Grand Est, w departamencie Mozela.
Według danych na rok 2011 gminę zamieszkiwały 722 osoby, a gęstość zaludnienia wynosiła 114,2 osób/km² (wśród 2335 gmin Lotaryngii Lixing-lès-Saint-Avold plasuje się na 499. miejscu pod względem liczby ludności, natomiast pod względem powierzchni na miejscu 891.). Ewolucja liczby mieszkańców jest znana od 1793, kiedy to we Francji zaczęły się spisy ludności. Od dwudziestego pierwszego wieku, rzeczywisty spis gmin z mniej niż 10 tys. mieszkańców odbywa się co pięć lat, w przeciwieństwie do innych miast, które mają takie badanie co roku.